# Nhau tiền đạo
Nhau tiền đạo là khi nhau thai bám vào bên trong tử cung nhưng gần hoặc trên cửa cổ tử cung. Các triệu chứng bao gồm chảy máu âm đạo trong nửa sau của thai kỳ. Chảy máu có màu đỏ tươi và có xu hướng không liên quan đến đau. Các biến chứng có thể bao gồm bồi tụ nhau thai, huyết áp thấp nguy hiểm hoặc chảy máu sau khi sinh. Biến chứng cho em bé có thể bao gồm hạn chế tăng trưởng của thai nhi.
Các yếu tố rủi ro bao gồm mang thai ở tuổi già và hút thuốc cũng như sinh mổ trước đó, khởi phát chuyển dạ hoặc chấm dứt thai kỳ. Chẩn đoán bằng siêu âm. Nó được phân loại là một biến chứng của thai kỳ.
Đối với những người mang thai dưới 36 tuần với chảy máu lượng nhỏ có thể chữa bằng việc nghỉ ngơi tại giường và tránh quan hệ tình dục. Đối với những người sau 36 tuần mang thai hoặc bị chảy máu đáng kể, thường nên mổ lấy thai. Trong những thai kỳ dưới 36 tuần, corticosteroid có thể được dùng để tăng tốc độ phát triển phổi của em bé. Các trường hợp xảy ra trong thai kỳ sớm có thể tự động được giải quyết.
Nó ảnh hưởng đến khoảng 0,5% thai kỳ. Sau bốn lần sinh mổ, tuy nhiên, nó ảnh hưởng đến 10% thai kỳ. Tỷ lệ bệnh đã tăng lên vào cuối thế kỷ 20 và đầu thế kỷ 21. Chứng bệnh này được mô tả lần đầu tiên vào năm 1685 bởi Paul Portal.

## Dấu hiệu và triệu chứng
Phụ nữ có nhau tiền đạo thường xuất hiện với chảy máu âm đạo không đau, đỏ tươi. Điều này thường xảy ra khoảng 32 tuần tuổi thai, nhưng có thể sớm nhất là vào giữa ba tháng giữa. Hơn một nửa số phụ nữ bị ảnh hưởng bởi nhau thai (51,6)% bị chảy máu trước khi sinh. Chảy máu này thường bắt đầu nhẹ và có thể tăng lên khi diện tích tách nhau thai tăng. Nên nghi ngờ nhau thai nếu có chảy máu sau 24 tuần thai. Chảy máu sau khi sinh xảy ra ở khoảng 22% những người bị ảnh hưởng.
Chứng này cũng có thể là một trường hợp thất bại của sự hình thành của đầu thai nhi.

## Nguyên nhân
Nguyên nhân chính xác của nhau tiền đạo là không rõ. Nó được đưa ra giả thuyết có liên quan đến sự bất thường mạch máu của nội mạc tử cung do sẹo hoặc teo do chấn thương, phẫu thuật hoặc nhiễm trùng trước đó. Những yếu tố này có thể làm giảm sự tăng trưởng khác biệt của phân khúc thấp hơn, dẫn đến sự thay đổi ít hơn về vị trí nhau thai khi tiến triển của thai kỳ.